# Deux (film 2002)
Deux è un film del 2002 diretto da Werner Schroeter.

## Trama
Una donna di nome Magdalena trova una cartolina che era stata lanciata al vento dalla sua madre biologica da una città di mare in Portogallo e scopre di avere una sorella gemella di nome Maria.